# Воля-Кенчевська
Воля-Кенчевська (пол. Wola Kęczewska) — село в Польщі, у гміні Ліповець-Косьцельний Млавського повіту Мазовецького воєводства.
Населення — 192 особи (2011).
У 1975-1998 роках село належало до Цехановського воєводства.

## Демографія
Демографічна структура станом на 31 березня 2011 року:
|          | Загалом | Допрацездатний вік | Працездатний вік | Постпрацездатний вік |
| -------- | ------- | ------------------ | ---------------- | -------------------- |
| Чоловіки | 84      | 14                 | 60               | 10                   |
| Жінки    | 108     | 23                 | 55               | 30                   |
| Разом    | 192     | 37                 | 115              | 40                   |